# شبكة الألوكة
شبكة الأَلُوكة هي شبكة إسلامية دعوية، إعلامية، ثقافية، علمية، وأدبية، تتألف من ثلاثة عشر موقعًا، يشارك فيها نخبٌ من الكتَّاب والمفكرين، أُسِّست عام 1427هـ / 2006م. تدعم الشبكة اللغتين العربية والإنجليزية، وتحتوي على الكثير من الموادِّ باللغات العالمية.

## معنى الألوكة
الألوكة: هي الرسالة.
- قال العُكْبَري في المَشُوف المُعْلَم (أَلَكَ): الأَلُوكَةُ والمَأْلَكة والمَألُكة: الرسالة، ومنه المَلَك، وأصله مَلْأَك مقلوبٌ عن مَأْلَك.

- وفي المعجم الوجيز:

1. (أَلَكَ) بين القوم يَأْلِكُ أَلْكًا وأُلُوكًا: كان رسولًا بينهم.
2. (الأَلُوك والأَلُوكة): الرسالة.
3. (المَأْلُكُ والمَأْلَكةُ والمَأْلُكة): الرسالة.
4. (المَلَك) واحدٌ من المَلائكة وأصله مَلْأك ثم نقلوا حركةَ الهمزة إلى اللام وحذفوا الهمزة. الجمع: ملائِك وملائِكة.

## أهداف الألوكة
- نشر المواد العلمية المنوعة التي تخدم الثقافة الإسلامية، بشكل ميسَّر، في شبكة الإنترنت العالمية، والسعي لتغطية جميع المجالات المتاحة لذلك؛ كنشر الكتب الإلكترونية والمقالات والدراسات المفصلة وخطب الجمعة، وغيرها.
- استخدام أوعية المعلومات المتنوعة، المرئية والمسموعة والمقروءة، لنشر القِيم.
- مساعدة الباحثين عن الحقيقة والمعرفة، بمختلف الطرق؛ ومن أهمها: تقديم الاستشارات في المجالات: الدعوية، والنفسية، والتربوية، والعلمية، والأسرية.
- القيام بجزء من حق الفكر الإسلامي الصحيح الواجب علينا نشره، مع إتاحة الفرصة لمختلف شرائح المجتمع للمشاركة في ذلك.
- التعريف بالمفكرين والمصلحين والأدباء وأصحاب الخبرة، ونشر نتاجهم إلكترونيًّا.
- الاهتمام بالكتَّاب والأدباء الشباب، واكتشاف مواهبهم الفكرية والأدبية، ومتابعتهم وتنمية الاتجاهات الإيجابية لديهم.
- معايشة القضايا والأحداث المعاصرة وتبيان النظرة الصحيحة للإسلام عنها.
- الاهتمام والتعريف بالتراث الإسلامي والعربي لدى روَّاد المجتمع الرقمي.
- فتح النوافذ الحوارية للجميع، بغرض تفعيل الحوار العلمي الهادف، والتثقيف التفاعلي البنَّاء.
- السعي للتكامل مع الجهود المبذولة في مجال الوعي الثقافي الإعلامي محليًّا ودوليًّا.

## مواقع الألوكة

### آفاق الشريعة
يشتمل على مجموعات ثريَّة من البحوث والدراسات والمقالات والروافد الشرعيَّة المتميِّزة والهادفة، تزخر بالفوائد التي لا غِنى لأي أُسرة عنها... كل ذلك بأقلامٍ خبيرة تتوخَّى الحقيقة والدقَّة.

### ثقافة ومعرفة
موقع متخصِّص بزيادة رصيد القارئ الثقافي والمعرفي؛ يضم بين جَنَباته الموادَّ السياسيَّة والفكريَّة والتاريخيَّة، وموادَّ علوم الإدارة والاقتصاد، نسعى به إلى عرض المتميِّز والحصريِّ من قضايا تلك المجالات.

### مجتمع وإصلاح
موقع إصلاحيٌّ متخصِّص بمعالجة قضايا الأسرة والتربية، يتناول كلَّ ما يتصل بالعلاقات الأسرية، ويقدم حلولاً لمشكلات الأزواج والأبناء والبنات المعاصرة، مع إضاءات كاشفة في قضايا التربية؛ تسعى إلى تهذيب النفس، وتنمية المهارات، والارتقاء بوسائل التربية والتعليم.

### الاستشارات
موقع حيويٌّ يتولى الإجابة عن الاستشارات فيه فريقٌ من الخبراء في التخصصات المختلفة، يقدمون للسائلين والحَيارى أجوبة علمية، ونصائح هادية، وحلولاً واعية، لكلِّ ما يعترض حياتهم من مشكلات وعقبات.

### حضارة الكلمة
موقع أدبيٌّ وثقافيٌّ ولغويٌّ عام، يضمُّ في رياضه أزاهيرَ فوَّاحة من بساتين الأدب المختلفة؛ من شعر، وقصَّة، ومقالة، ونقد، إضافةً إلى التعريف بالكتب والأعلام، مع تتبُّع أخبار المعرفة والحركة الأدبيَّة واللغويَّة.

### المواقع الشخصية
فضاء رحبٌ يضمُّ مواقع خاصة لنُخبة من العلماء والدُّعاة والمفكِّرين والكتَّاب، تهتم الشَّبكة بإبراز نتاجهم العلميِّ والفكريِّ ونشره، وإتاحة الإفادة منه لطالبيه. ومن مواقع القسم: الموقعان الشخصيَّان للمشرفَين الفاضلَين.

### المسلمون في العالم
يُعنى بالتواصل مع الأقليَّات المسلمة في بقاع الأرض، وإيصال صوتهم ومتطلَّباتهم ومعاناتهم إلى جميع المهتمِّين، ويَنشُر الموقع يوميًّا طائفة حصريَّة من أخبارهم، فضلاً عن موادَّ متخصِّصة بشؤونهم، وملفَّات مهمة تتناول الأحداثَ الراهنة.

### مكتبة الألوكة
موقع غنيٌّ بالكتب العلميَّة والفكرية والثقافية والأدبية النافعة والحصرية، بشِقَّيها المقروء والمسموع، مع مختارات من المخطوطات النفيسة، والرسائل العلميَّة الجامعيَّة، وكُتُب المشرفَين:
- الدكتور: سعد بن عبد الله الحميِّد.
- الدكتور: خالد بن عبد الرحمن الجريسي.

### الإصدارات والمسابقات
موقع تُقطفُ فيه ثِمار ما زرعته شبكةُ الألوكة في سِنيها الأولى، تتجلَّى في إصداراتها من كتب وبحوث ومطويَّات ونشرات، مع سِجلِّ محفوظاتٍ (أرشيف) حافل بجميع المسابقات العلمية والثقافية والأدبية التي نهض بها الموقع من قبلُ.

### المترجمات
يختصُّ هذا الموقع بالترجمة الاحترافية لبعض ما يُنشر في وسائل الإعلام العالمية، من بحوث ومقالات وتقارير تتصلُ بالعالم الإسلامي والعربي، ويسعى إلى ترجمة الجديد من الدراسات الصادرة عن مراكز البحوث والدراسات الغربيَّة، وتقديمها للقارئ العربي المتعطِّش لمعرفة ما يُكتَب عنه في الدوائر الغربية. وكذلك يتولى القسم تعريبَ المقالات المتميزة الصادرة عن بعض مفكِّري الغرب ومثقفيه؛ مما يتعلق بالفكر الإسلامي، وأحوال المسلمين.

### المكتبة الناطقة
يوفِّر هذا الموقع عددًا كبيرًا من الكتب المسجَّلَة صوتيًّا في أوعية المعلومات في (المكتبة المركزية الناطقة) التابعة لوزارة التعليم في المملكة العربية السعودية.
وقد استغرق تسجيلها قُرابةَ أربعين عامًا، وأربَتْ على عشرين ألف ساعة صوتية لكتب في مُختلِف العلوم والفنون؛ إضافة إلى المقرَّرات التعليميَّة المدرسيَّة.
وتتولى شبكة الألوكة تحويلها إلى ملفات صوتية إلكترونية؛ لتقدَّم هدية إلى زوارها.

### منتدى المجلس العلمي
موقع تفاعليٌّ يهدف إلى نشر العلم والمعرفة على منهج أهل السنَّة والجماعة، وكتابة المواضيع العلميَّة ذات المضامين الشرعيَّة والفكريَّة واللغويَّة، والتعليق عليها، والمناقشة بشأنها، وهو أشبه بملتقى حواريٍّ متاح للجميع.